# Erich Fraaß
Erich Fraaß (* 14. April 1893 in Glauchau; † 9. Januar 1974 in Dresden) war ein deutscher Maler.

## Leben
Erich Fraaß wurde als Sohn eines Webermeisters geboren. Ab 1907 ging er in die Lehre als Lithograph. In der Zeit seiner Lehrausbildung malte er seinen Vater am Webstuhl. Dieses Bild sah der Pfarrer seiner Gemeinde und erkannte die Begabung des jungen Fraaß. Ohne Wissen der Familie Fraaß sammelte der Pfarrer bei den Textilunternehmen der Region Geld, um ihm eine über die Lehre hinausgehende Ausbildung zu ermöglichen. Mit einem Spendenbetrag von 250 Goldmark verließ der junge Künstler seine Heimatstadt und ging nach Dresden.
Die Kunstgewerbeschule Dresden nahm Fraaß 1910 auf, und er besuchte diese bis 1912. Im gleichen Jahr wechselte er an die Dresdner Kunstakademie zu Oskar Zwintscher. Als Freiwilliger im Ersten Weltkrieg unterbrach er das Studium, er setzte es nach dem Krieg als Meisterschüler von Robert Sterl fort. Die Kunstakademie besuchte er bis 1922.
Nach seiner akademischen Ausbildung unternahm er Reisen nach Holland, Spanien sowie in die Hohen Tauern und nach Oberbayern, von denen er viele Eindrücke künstlerisch verarbeitete. Nach Dresden zurückgekehrt fand er in den Landschaften des Elbtals, des Lausitzer Berglands, der Sächsischen Schweiz, des Moritzburger Teichgebiets und im Erzgebirge viele Motive seines Schaffens.
1920 war Erich Fraaß Mitbegründer der Künstlergruppe „Die Schaffenden“. Er war Mitglied des Deutschen Künstlerbundes. Bis 1930 engagierte er sich im Vorstand der Künstlervereinigung Dresden. Er war Mitbegründer der „Dresdner Sezession 1932“ und gehörte deren Vorstand an. Die Auflösung dieser Gruppe im Jahr 1934 durch die Nationalsozialisten kritisierte er heftig. In der Zeit des Nationalsozialismus war Fraaß Mitglied der Reichskammer der bildenden Künste. Für diese Zeit ist seine Teilnahme an 21 Ausstellungen bis 1943 sicher belegt. Während der Kriegsjahre gehörte er zur „Gruppe der Aufrechten“, die aus sieben Dresdner Malern bestand.
Wie viele andere Dresdner Maler verlor Fraaß sein Atelier und einen Teil seiner Werke beim Bombenangriff auf Dresden am 13. Februar 1945. Nach dieser Zäsur beteiligte er sich intensiv an der organisatorischen Arbeit im Künstlerverband, um das Kulturleben des zerstörten Dresdens schnell wieder lebendig werden zu lassen. Fraaß wirkte von 1947 bis 1958 als Dozent und Professor an der Hochschule für Bildende Künste in Dresden. Studienreisen führten ihn nach Holland, Spanien, in die Alpen und nach Galizien. Er pflegte Freundschaften unter anderem zu Bernhard Kretzschmar und Otto Griebel.
Fraaß lebte und arbeitete in Dresden und in Gostritz im Erzgebirgsvorland, besonders gern in der Gegend um den Wilisch. Seinen persönlichen Leitsatz übernahm er von Leonardo da Vinci: „Bedenke, daß Du die Sorgfalt eher lernen sollst, als die Fertigkeit“. Kunsthistorisch ist Erich Fraaß der Verschollenen Generation und dem Expressiven Realismus zuzurechnen.

## Ehrungen
- 1953: Ernennung zum Professor an der Hochschule für Bildende Künste Dresden

- 1968: Ehrenmitglied des Verbands Bildender Künstler der DDR

- Erich-Fraaß-Straße in Glauchau

## Öffentliche Sammlungen mit Werken Fraaß’(unvollständig)
- Dresden: Galerie Neue Meister[5]
- Dresden: Kupferstichkabinett[5]
- Dresden: Kunstfonds des Freistaats Sachsen[5]

## Auszeichnungen (Auswahl)
- 1959: Martin-Andersen-Nexö-Kunstpreis der Stadt Dresden
- 1968: Vaterländischer Verdienstorden in Silber

## Ausstellungen (unvollständig)

### Einzelausstellungen
- 1946, 1983: Freital
- 1947: Halle (Saale), Galerie Hennig[6]
- 1953: Freital („Das grafische Werk; Ausstellung zu seinem 60. Geburtstag“)
- 1953, 1978: Glauchau
- 1959: Dresden, Albertinum (Gemälde, Zeichnungen)
- 1973: Dresden

#### Postum
- 1976: Schwerin
- 1983: Sebnitz
- 1984: Riesa
- 1984, 1986: Pirna

### Ausstellungsbeteiligungen vor 1933 und ab 1945
- 1927: Dresden (Graphische Ausstellung des Deutschen Künstlerbundes)

- 1929: Dresden („Neuere Kunstwerke aus Dresdner Privatbesitz - III. Jubiläumsausstellung“)
- 1932: Dresden (1. Ausstellung der Dresdner Sezession 1932)

- 1945: Glauchau, Stadt- und Heimatmuseum („Kunstausstellung der Glauchauer Künstler“)[7]
- 1945/1946: Dresden (Freie Künstler. Ausstellung Nr. 1)
- 1946, 1949, 1953, 1957, 1962, 1967, 1972: Dresden Kunstausstellung der DDR
- 1948: Freiberg, Stadt- und Bergbaumuseum („3. Ausstellung Erzgebirgischer Künstler“)[8]
- 1948: Chemnitz, Schlossberg-Museum, und Glauchau, Stadt- und Heimatmuseum Glauchau („Mittelsächsische Kunstausstellung“)[9]
- 1972, 1974: Dresden, Bezirkskunstausstellungen
- 1951/1952: Berlin, Museumsbau am Kupfergraben („Künstler schaffen für den Frieden“)
- 1969: Berlin, Club der Kulturschaffenden Johannes R. Becher („20 Jahre Grafik in der DDR“)

#### Postum
- 1974: Berlin, Altes Museum („25 Jahre Graphik in der DDR. 1949–1974“)
- 1976: Dresden, Albertinum („200 Jahre Malerei in Dresden“)
- 1984: Dresden, Pretiosensaal des Schlosses („Das Ufer. Gruppe 1947 Dresdner Künstler. Malerei, Grafik, Plastik 1947–1952“)
- 1985: Erfurt, Gelände der Internationalen Gartenbauausstellung („Künstler im Bündnis“)

## Darstellung Fraaß’in der bildenden Kunst (Auswahl)
- Gerhard Augst: Porträt Erich Fraaß (Kreidezeichnung; ausgestellt 1947 auf der Ausstellung der Gruppe „Das Ufer – Gruppe 1947“ in Dresden)[10]
- Karl Timmler: Erich Fraaß (1965, Öl;  WV 269)[11]
- Fritz Tröger: Erich Fraaß (um 1930, aquarellierte Graphit-Zeichnung)[12]